# 卡尔·波普尔
卡尔·雷蒙德·波普尔爵士（1902年7月28日—1994年9月17日），奥地利-英国哲学家，评论家与自由主义思想家；是批判理性主义的创设者，科学哲学的代表人物。
波普尔最著名的理论，在于对经典的观测-归纳法的批判，提出「从实验中证伪的」的评判标准：区别“科学的”与“非科学的”。在政治上，他拥护民主和自由主义，并提出一系列社会批判法则，为“开放社会”奠定理论根基。

## 生平
卡尔·波普尔出生于维也纳（当时属于奥匈帝国）的一个犹太裔中产阶级家庭，毕业于维也纳大学。1928年，他在导师卡尔·布勒和摩里兹·石里克的指导下获得心理学哲學博士学位，1930年至1936年间在中学任教。1937年，纳粹主义势力抬头，奥地利被德国吞并，波普尔因而移民至新西兰。他在新西兰基督城的坎特伯雷大学任哲学讲师。1946年迁居英国，在伦敦政治经济学院讲解逻辑和科学方法论，1949年获得教授职衔。1965年，他被女皇伊莉莎白二世封為下級勳位爵士，1976年当选皇家科学院院士。1969年从教坛退休后，他仍活跃于知识界。1982年，波普尔获颁荣誉侍从勋章。
1994年逝世於英国伦敦。

## 科学哲学
波普尔的哲学体系，重点在于批判的理性主义，这即与经典的经验主义及其观测－归纳法泾渭分明。波普尔尤其反对观测－归纳法，他认为科学理论不适用于普世，只能作间接评测。他也认为，科学理论和人类所掌握到的一切知识，都不过是推测和假想，人在解决问题的过程中不可避免地掺入了想象力和创造性，好让问题能在一定的历史、文化框架中得到解答。人们只能依靠仅有的数据来树立这一科学理论，然而，此外又不可能有足够多的实验数据，能证明一条科学理论绝对无误。例如，人们在检测100万头绵羊后得出“绵羊是白色的”这一理论，然而检测之外，只要有一只黑色的绵羊存在，即可证明前面的理论错误。谁又能无穷无止地检测绵羊，以证明“绵羊是白色的”理论的绝对无误呢？这一“可错性”原则所推演出的“真伪不对称性”（真不能被证明，只有伪可以被证明），是波普尔哲学思想的核心。
波普尔高度评价了休谟对归纳法的批判，虽然他对休谟和归纳逻辑主义的批判是牵强的，但他对基础论的批判是相当有力的。基础论是指人们普遍相信，知识需要一个坚实的基础，经验科学的基础是感觉基础。这也正是归纳法的根源所在。他指出经验基础论将科学分为两部分，一是观察和实践所得到的基础。二是建立在这一基础上的理论。而人们普遍忽略了，观察和理论不是独立的两种理论，任何观察都受理论倾向的影响。这里可以发现测不準定理对他的启发。波普尔认为寻求知识基础是一种错误，但不是偶然的失误。这是一种基于人本性中寻求安全感的需要。
波普尔常被认为是科学主义者，但他并不是一个“科学至上论”或“唯科学主义”的鼓吹者。在波普尔看来，科学知识并不是人类唯一有意义的智性事业，科学理论都只是暂时的、尚未被证伪的假设、是具有阶段性的，他在自传《无尽的探索》中评价达尔文的进化论不是一种可检验的科学理论，而是一种形而上学的行动纲领——可检验的科学理论的一种可能的框架；在《科学知识进化论》中说“我所想到的科学知识的增长并不是指观察的积累，而是指不断推翻一种科学理论，由另一种更好的或者更合乎要求的理论取而代之。”，否定将科学等同于真理。

### 证伪原则
波普尔同意对偶然真理的界定，但他强调这样的经验科学应该服从一种证伪主义。证伪主义至少存在两个优点。第一，科学理论的表达一般为全称判断，而经验的对象是个别的。所以，经验如果用来证实理论，那么它将是无法穷尽一般的理论的。比如，再多的白羊也不能证明所有的羊都是白的，而只要一只黑羊就能证明所有的羊都是白的这个理论是错误的。所以，经验的真正意义在于可以证伪科学理论。第二，证伪主义可以避免对错误理论的辩护和教条。如果坚持实证主义，那么一旦出现与理论相悖的经验，人们便会做出特例假設或特殊的限制以使得理论能满足经验。但实际上这样的设定往往是极不科学的。证伪主义使人们相信所有的科学都只是一种猜测和假说，它们不会被最终证实，但却会被随时证伪。
证伪主义应采用试错法。这是指人们应该大胆地提出假说和猜测，然后去寻找和这一假说不符合的事例。根据事例对假说进行修正，不断重复这一过程，乃至将最初的假说全盘否定。试错法对理论的修改和完善是没有止境的，试错法的结果只能是一个较好的假说，但不是最好的假说。最好的假说是终极真理的代名词，和科学精神相悖。
波普尔同样想整合唯理论和经验论的冲突，但他同时批判唯理论和经验论。唯理论和经验论都承认，知识起源于一个不变的基础。唯理论认为这个基础是普遍必然的原则，而经验论认为它是人的经验感觉。波普尔的科学哲学核心在于，一切理论和原则都可以被证伪，而经验虽然不是知识的来源和基础，却是检验知识的标准。他将这种观点称作批判理性主义。
于是科学和非科学的划分在波普尔这里得到了明确的界定：科学的表述在于其是可证伪的。與邏輯實證論和「休謨的叉子」不同，科學不是有無意義的判準，而是是否為客觀知識屬於世界三。于是数学和逻辑学便被划分为非科学的，同样，精神分析学说，占星说，骨相学，马克思之后的「马克思主义」也都是非科学的，因为它们都不可被证伪。数学和逻辑学之所以被划分到了非科学的原因在于他们并不需要经验去检验它们，他们被休谟称为必然真理。数学和逻辑学基于其体系起始的公理，如果选择不同的公理系统，就会得出截然不同的结论，例如欧式几何与非欧几何。而公理本身是否为真往往是不可证伪的，因而也是非科学的。

### 知识的增长方式
波普尔用这样一个模式来描述科学知识的积累。
P1->TS->EE->P2，对于问题1，人们提出假说尝试解决（tentative solution）它。然后通过证伪来消除错误（error elimination），进而产生新的问题2。随着问题的深入，对问题作尝试解决的理论的正确性也就越来越高。科学知识的积累不仅仅是数量上的增长，而更应该是新理论代替旧理论的质变。
由于波普尔所处的时代，他的学说受到了达尔文主义和量子物理很大影响。他认为，在上面这个模式中，TS并不只有一个，对于一个时代的P1来说，同时存在着多个解释方案，而最后能脱颖而出的只有一个。只有通过严格的检验，才能被保留在知识体系之中，而其它的方案都被淘汰。此外，他反对机械决定论。即通过足够的知识，我们可以断言下一时刻的每一个事件。他认为科学知识的增长模式既是开放性的，也是非决定论的。人们不能完全预测科学知识的未来状况。最后，他还认为理论的革新和进化论中的突变一样，存在某种非理性因素，虽然这些理论本身是理性的产物。

### 理性或是非理性
波普尔的主张其实是一种对于理性的批判。真正的理性在于它可以接受批判，不迷信，不盲从的批判和探索是理性真正的精髓所在。波普尔的理性态度是，我可能错，你可能对，通过努力，我们可以更接近于真理。科学之所以科学在于它既可以被证伪又不服从任何权威。很显然，这不是一种完全的理性主义，他不坚持理性能够解释包括理论自身在内的一切现象。在他看来，证明各个学科其固有的价值预设是没有确定把握的，而且不免落入循环论证的圈套中去。如果一个人坚持理性主义，那么他本身就是有非理性主义因素的。因为他存在这样一种价值预设，那就是，理性主义比非理性主义更有优越性。波普尔也承认，非理性主义比理性主义在逻辑上更具有优越性，那是因为它不需要对自身的存在提供合理辩护。但同时波普尔否认彻底的非理性主义，他说，完全的理性主义只会给人带来思维上的困惑，而完全的非理性主义却会造成社会的祸害。所以，理性和非理性主义之争，逻辑上不能提供答案。但在伦理道德关系上，在价值判断的领域上，理性主义比非理性主义的优点多的多。所以，波普尔没有过多地在科学哲学上突出两者的对立，但在社会政治哲学中，他以理性批判主义和非理性主义的对立作为矛盾的焦点，猛烈抨击了开放社会的敌人。

## 政治哲学
无论在认识论和社会历史观上，波普尔的立场是一致的，那就是要批判权威主义。在《開放社會及其敵人》与《历史主义的贫困》中，波普尔抨击歷史主義，捍卫“开放社会”，即自由与民主的社会。第二本书被誉为是对马克思主义的哲学和历史学说作出的最彻底，最难对付的批评。历史主义指称：历史的发展是无情的，历史进程是依照可知的普遍法则的，最后也会推进到确定的终点。这种信仰转化为一种对确定不移的历史规律的探索，它们都排斥批判，反对变革，无可避免地走向极权和专制。所以在波普尔看来历史主义不过是以权力主义和极权主义为根基的理论性假设，是自然科学中谬误理论的产物。波普尔虽然强烈批判历史主义，但他承认历史主义的合理性。他认为人们接受某一种历史主义的原因是人们出于对一种归家的安全感的需求。处于一种权威主义下，我们可以部分摆脱死亡、人生、黑暗的恐惧。这意味着，人们以自由、平等和批判权利的代价来交换心灵上的平静和安全感。波普尔的立场是針對馬克思對自由資本主義進行批評，但他個人也明白到19世紀自由資本主義的禍害和馬克思的論證也是用了證錯法的科學方法。有人指出，那是唯物主义的错误，而不是资本主义结构的不合理，人并非是纯理性，纯自私的生物。并且资本主义有缺陷，不意味着社会主义就能做得更好。

### 历史决定论的贫困
波普尔批判乌托邦工程，在他看来，这虽然是历史主义者美好愿望的产物，但它只能带来灾难和不幸。最终目标这样的概念只能是错误的，因为目标只能是相对的，而最终目标的内容也无法是具体的，而只能是形而上的空洞言语。例如平等、自由、开放，就是最终目标通常打着的幌子，所以波普尔主张渐进式的社会工程。他认为社会工程应该服从以下两个原则：一是以排除人民痛苦优先，而不是增加快乐。在所有的政治理想中，试图让人们快乐是最危险的一种。二是温和的改良，而不是暴力的革命。这就要求社会改良政策需要具体的，有针对性的目标，而不是空谈理想。他提出了政治哲学中的四个悖论。
- 由谁统治和如何统治的悖论。“应该由谁来统治”的问题在波普尔看来是个错误的提法，因为它不可避免的走向暴君和极权主义。解决这个问题的根本在于探讨权力制衡的方式，应该以合理温和的手段来达到普遍的目的。开放社会应该是一项基于民主制度的渐进社会工程。
- 民主与专制关于效率的悖论。民主的原则是防止极权和专制，但有时民主制的效率却不如专制主义。波普尔将专制分为开明专制和恶性专制，开明专制拥有最高的效率，而民主制的政策实施依赖于权力的制衡，不可避免的遭遇效率损失。但是波普尔同时指出，开明专制是不可靠的，用阿克顿的名言来说：绝对权力导致绝对腐败。专制者可以开明一时，但不可能一世，即便可以开明一世，也不能保证后代的开明。所以开放社会必须是一个基于民主制的社会，它的目的不在于最高的效率，而是减少可能带来的巨大危害。
- 自由与平等的悖论。自由的悖论在于，不加限制的自由会击溃自由其本身。波普尔认为自由取决于制度，而不在于平等。因为即便人生来平等，但极权主义仍然将他们困于枷锁中，所以，平等绝不能以牺牲自由的代价来换取。制度的目的在于限制严重的不平等，所以制度既要维护自由经济制度，又要限制自由竞争所产生的不平等。国家的权力实施要局限于人民自由的范围内，国家的干预也必须是间接的、制度化的，而不能专断的、私人式的。他尤其反感道德政治化，将道德视为一种国家意志，那是根本错误的。开放社会应该是政治道德化。
- 自由与宽容的悖论。宽容是和自由类似的，不加限制的宽容也会击溃宽容其本身。波普尔于第二次世界大战时期写成《开放社会及其敌人》一书，他主张民主制的宽容限度在于不能宽容反对民主制的人，其目标就是法西斯主义。然而，在和平时期，宽容原则应限制在最低水平，不能以对不宽容者不宽容为理由来剥夺反对的声音。波普尔划分开放社会和封闭社会的标准为，开放社会中政治制度的更迭不需要流血，而封闭社会中流血在所难免。所以，开放社会的原则和他的认识论原则是一致的。那就是争辩双方都不能保证自己的正误，只有在讨论的基础上才有可能使自己的观点更接近真理。

### 开放社会及其敌人

#### 对历史主义的批判
波普尔批判了历史上3个具影响力的历史主义代表人物，他们是柏拉图、黑格尔和马克思。
柏拉图在理想国中的描绘遭到波普尔的强烈批判。在波普尔看来，柏拉图是第一个提出完备历史主义理论的哲学家。而柏拉图的理想国中充斥着极权主义、集体主义、否定个人自由的价值观。
之后波普尔抨击黑格尔，说黑格尔的哲学是逻辑混乱，武断专横的满纸空言。黑格尔的哲学之所以能显赫一时，那是因为普鲁士国家的官方需求。黑格尔的国家主义、民族主义对法西斯主义有着巨大影响。
波普尔重点驳斥的对象是马克思，因为對於后来的马克思主义，波普尔认为它们无法证伪，所以是非科学的，还认为它们是伪科学的教条，在他看来，马克思主义是最精致，影响最广泛，也是最危险的历史主义。马克思理论宣称物质生产规律决定历史进程，人类社会历经原始社会，奴隶社会，封建社会，资本主义社会，社会主义社会，最终走向共产主义社会。资本主义经济规律蕴涵着毁灭其自身的因素，因为它造就了无产阶级。无产阶级推翻资产阶级，社会主义代替资本主义，并发展到共产主义，这不依人的意志而转移（参见马克思主义之马克思主义哲学之历史唯物主义），所以它是一种彻底的历史主义。马克思不可避免的失败原因在波普尔看来那完全是因为历史主义所固有的局限性所致，因为通过历史而预言未来，那是毫无根据的。

#### 对马克思理论的批判
波普尔首先批判马克思的以经济主义为基础的历史主义，因为在波普尔看来，马克思的经济学说从本质上来讲是为他的政治学说服务的。马克思的唯物史观坚持社会存在决定社会意识，社会经济基础决定了政治、法律等上层建筑。波普尔承认经济的作用，但他认为将过分强调经济的作用，甚至夸大为决定社会发展的唯一因素，那就彻底错了。波普尔提出两个理由：第一，如果经济体系被摧毁，但技术知识仍然存在，那么经济体系很快就能被重建，然而如果技术知识被完全摧毁，那么现存的经济关系将随之消失，而且它的重建将会是一个非常漫长的过程；第二，对社会经济条件的了解，离不开对科学、宗教等其他文化方面的理解，但是反过来，即便没有经济背景，人们仍然可以研究一个时期的科学思想。波普尔一再强调，思想和知识是进行经济活动的必要条件，而经济因素绝不是人们进行思想活动的必要条件。波普尔不同意经济基础决定上层建筑，在他看来这么说是完全颠倒了。政治权利应该是基本的，因为它能控制经济权利。政治权利是经济保护的关键，政治民主也就是被统治者控制经济权利的唯一手段。
波普尔不同意马克思的暴力革命理论，在他看来一切流血冲突事件都应该被避免。他承认资本主义社会存在非正义性和非人道性的弊端，但这只是资本主义的一个初期不可避免的现象。资本主义的自由竞争原则和自由市场经济本身不是社会弊端的根源，问题在于对资本主义中那些盲目的和不加限制的经济力量缺乏控制。任何不加限制的权力都是危险的，经济权力并不比其它权力更危险，而同样的，它也是可以被制约的。波普尔用经济干预主义的事实来反驳马克思对于上层建筑是专制工具的说法，资本主义的民主制度正是限制资产阶级经济利益和政治权利手段。而且没有民主的制度，那么统治阶级的经济利益和政治权力便是没有制约力量了。
馬克思主義自稱為「科學的社會主義」，預測資本主義的命運。波普爾以「否証性原則」作為科學與非科學的劃分準則，根本上取消了馬克思主義的「科學」地位，批判馬克思主義只是一套意識形態，理論上既不能成立，經驗事實上亦遭否証，是一種「歷史定論主義」。從社會科學的觀點看，根本沒有馬克思所謂「歷史的鐵律」可言，其預言缺乏意義。波普爾指出：「馬克思教條中的預言成份，支配了馬克思主義者的心靈。預言將其他一切棄而不顧，放棄了冷靜、批評的判斷力量，從而摧毀了我們可能運用理性以改變世界的信念。馬克思教義如今所餘留的，不過是黑格爾式的神諭哲學，而這種哲學在馬克思主義的裝飾之下，卻成為阻礙我們為走向開放社會而奮鬥的威脅。」
马克思说资本主义内部矛盾必然灭亡，社会主义一定胜利，波普尔将他称为错误的预言。首先，资本主义的内部矛盾并不必然导致社会主义，而只是预示了经济干预主义的必然性，而经济干预主义不一定采取公有制的方式。工人阶级的利益保障不需要用社会革命的暴力手段，完全可以采用社会改良和民主的手段达到这一目的。其次，无产阶级革命并非不可避免。波普尔对恩格斯等人的暴力革命倾向极为反感，波普尔认为他们有意地挑拨无产阶级和资产阶级之间的矛盾，以使革命爆发。最后，资本主义社会的基本矛盾并非不可调和的，马克思强调，资本主义的后果是周期性的经济危机和无产阶级的绝对贫困化。这些结果破坏社会生产力，激化社会矛盾，从而导致资本主义灭亡。事实上，随着普选权、社会福利制度的发展和完善，这些问题都被现代资本主义解决了。马克思用剩余价值理论来说明资本主义的剥削性，这在波普尔看来是多余的，因为剩余价值理论首先就存在是否正确的问题。即便它是正确的，马克思的预言也无法实现，因为随着民主制度的作用，国家社会的干预限制了剥削的现象。资本主义初期所表现出的残酷剥削现象已经一去不复返了。
波普尔对卡尔·马克思本人是很尊重的，认为他是天才的哲学家。波普尔也把马克思本人的理论同后来的马克思主义相区别，认为后者总是预设了立场与动机甚至预设结论来判断资本主义必将被共产主义取代，因而是不可证伪的伪科学的教条；而列宁主义对马克思主义所作的修改的主要作用不是保护马克思主义，不是抵御证伪，而是指导现实，对现代资本主义的发展作出新的不可证伪的预言。在波普尔看来，马克思的愿望是改进开放社会，他使用了试错法来批判资本主义，但却没有成功。他认为，作为一名预言家，马克思理论失败的原因，完全在于历史主义的贫乏，从而在现代资本主义社会下呈现出历史局限性。

## 主要著作
- 1934《研究的逻辑（德语：Logik der Forschung）》
- 1945《开放社会及其敌人》
- 1957《历史决定论的贫困（英语：The Poverty of Historicism）》[註 2]
- 1959《科学发现的逻辑（英语：The Logic of Scientific Discovery）》[註 3]
- 1963《猜想与反驳：科学知识的增长》
- 1972《客观知识：一个进化论的研究》
- 1976《无尽的探索—思想自传》
- 1977《自我与脑》
- 1982《开放的宇宙》
- 1983《实在论与科学的目标》[5]（Realism and the Aim of Science: From the Postscript to The Logic of Scientific Discovery[6]）
- 1992《二十世纪的教训》

### 引用
1. ↑  何乔立; 吴伟强; 鲍健强. . 现代物业(中旬刊). 2012, 11 (1): 74–77. ISSN 1671-8089. CNKI XDWX201201032.
2. 1 2  劉擎.  (PDF). 二十一世紀. Vol. 84. 2004-08  [2022-10-29]. ISSN 1017-5725. （原始内容存档 (PDF)于2022-06-21）.
3. ↑  陳曉林 1987，第169-170頁.
4. ↑  赵敦华 2006.
5. ↑  波普尔. . 中国美术学院出版社. 2008. ISBN 978-7-81083-759-0.
6. ↑  Karl Popper. . Routledge. 15 April 2013  [2020-09-20]. ISBN 978-1-135-85895-7. （原始内容存档于2020-06-14）.

### 書目
- Bartley, William W., , Mario Bunge  (编), , The Free Press of Glencoe, 1964  [2014-05-10], （原始内容存档于2013-01-02）
- 波普尔. . 由傅季翻译. 上海译文出版社. 2005. ISBN 7-5327-3810-8.
- 赵敦华. . 北京大学出版社. 2006. ISBN 7-301-10398-0.
- 趙敦華. . 香港: 三聯. 1991.
- 陳曉林. . 臺北: 時報出版公司. 1987.